# Borys Karnicki
Borys Karnicki (né le 25 septembre 1907 à Vladivostok - mort le 15 février 1985 à Londres est un sous-marinier polonais lors de la Seconde Guerre mondiale.

## Biographie
Il est le fils d'Aleksander Karnicki, commandant du 2e régiment de l'Armée impériale russe, puis général de division de l'Armée polonaise, son frère, Jerzy, est officier de l'Armée de l'Air polonaise, mort en 1930 à l'âge de 25 ans dans un accident aérien à Varsovie.
Borys Karnicki obtient son baccalauréat en 1927 à Bydgoszcz, en 1930 il termine l'école navale. Il commence sa carrière sur le torpilleur ORP Podhalanin, puis il est transféré à la flottille des sous-marins. Il navigue tout d'abord sur l'ORP Żbik, ensuite sur l'ORP Ryś et finalement sur l'ORP Wilk. Pour perfectionner ses qualifications, il effectue un stage d'officier de l'artillerie navale (dont 4 semaines passées en France) et suit un cours de navigation sous-marine.
Lorsque la guerre éclate, il occupe le poste de commandant en second de l'ORP Wilk. Après avoir patrouillé, sans succès, en mer Baltique, l'ORP Wilk parvient à gagner l'Écosse. Des longs mois s'écoulent, le tableau de chasse du sous-marin reste vierge, le moral de l'équipage est au plus bas. En juin 1940 Wilk alors sous le commandement de Karnicki éperonne un autre sous-marin. Il est probable qu'il s'agit de l'U-102 ou l'U-122 (les deux ont disparu en juin ou juillet 1940). D'autres versions laissent croire que la victime de l'accident est un sous-marin néerlandais, l'O-13 qui a péri dans le secteur patrouillé par Wilk. Selon certaines spéculations ce n'était qu'une bouée. Les auteurs H.R. Bachmann, Jerzy Pertek et Mariusz Borowiak ont remarqué que le livre de bord de l'ORP Wilk ne mentionne pas l'éperonnage de l'U-boot.
Parallèlement à ces événements, il est avéré que l'ORP Orzeł est définitivement perdu. De ce fait, la Royal Navy a décidé d'octroyer à la marine polonaise un sous-marin de la classe Undine récemment construit. Il est baptisé Sokół (faucon en polonais), Karnicki est nommé son commandant qui emmène avec lui une partie de l'équipage de l'ORP Wilk.
En janvier 1941, l'ORP Sokół commence sa brillante carrière, il participe notamment au blocus de Brest, évolue en mer Méditerranée, prend part à l'attaque de la base ennemie de Navarin. Pour cette opération le général Władysław Sikorski décerne à Karnicki l'ordre de Virtuti Militari (il le décroche de sa propre poitrine).
L'ORP Sokół avec l'ORP Dzik sont surnommés terrible twins (jumeaux terribles) pour leurs exploits en Méditerranée.
Une fois le Sokół rentré en Angleterre, Karnicki promu au grade de Capitaine de frégate est envoyé à l'état-major. Après la guerre, il reste à l'étranger. En 1983 il représente l'Association de la Marine de guerre (Stowarzyszenie Marynarki Wojennej) lors de la cérémonie de la consécration du Panthéon de mémoire de la marine de guerre (Panteon Pamięci Marynarki Wojennej) à Gdynia. Il est élu membre d'honneur de la Fraternité des sous-marins.
Borys Karnicki meurt le 15 février 1985 à Londres. L'urne contenant ses cendres est ramenée au pays par sa femme et sa fille. Le 6 mai 1985 à la base navale de Gdynia a lieu une cérémonie funèbre suivi d'un enterrement au cimetière de la Marine de Guerre.

## Décorations
- Croix d'argent de l'Ordre militaire de Virtuti Militari
- Croix de chevalier de l'Ordre Polonia Restituta
- Croix de la Valeur (Krzyż Walecznych) - 2 fois
- Croix d'or du mérite avec Épées (Krzyż Zasługi) - 2 fois
- Médaille maritime (Medal Morski) - 3 fois
- Ordre du Service distingué
- Atlantic Star
- Africa Star
- Chevalier de l'Ordre de Dannebrog

## Œuvre
Borys Karnicki est l'auteur de ses mémoires intitulés : Marynarski worek wspomnień (Sac de marin plein d'aventures).